# Cezariusz Żórawski
Cezariusz Maciej Żórawski (ur. 16 grudnia 1927 w Świeciechowie, zm. 7 sierpnia 2019 w Puławach) – polski lekarz weterynarii, profesor doktor habilitowany nauk weterynaryjnych, specjalność mikrobiologia weterynaryjna oraz epizootiologia z zakresu gruźlicy i paratuberkulozy bydła.

## Życiorys
Syn Cezariusza i Stanisławy. W czasie II wojny światowej żołnierz Armii Krajowej, uczestnik Akcji Burza odznaczony w 1996 Krzyżem Armii Krajowej. W latach 1947–1952 studiował na  UMCS w Lublinie oraz  Wydziale Weterynaryjnym Uniwersytetu Przyrodniczego w Lublinie. W 1961 obronił doktorat na AR w Lublinie. W latach 1963–1964 odbywał stypendium naukowe British Council w Central Veterinary Laboratory, Weybridge na temat opracowania metody identyfikacji drobnoustrojów grupy MAIS. W 1972 uzyskał habilitację w zakresie mikrobiologii i epizootiologii, a w 1980 – tytuł profesora nauk weterynaryjnych. 
Pełnił funkcję kierownika Pracowni Immunologii i Gruźlicy w Państwowym Instytucie Weterynarii w Puławach, był sekretarzem Polskiego Towarzystwa Nauk Weterynaryjnych, oddziału w Puławach, sekretarzem Polskiego Towarzystwa Mikrobiologicznego oraz sekretarzem Weterynaryjnego Komitetu Mikrobiologicznego PAN.
Obecnie jest na emeryturze.
Autor 152 publikacji w tym współautor 1 książki; promotor 5 prac doktorskich oraz opiekun jednej pracy habilitacyjnej.
Współautor opracowania metod zwalczania gruźlicy u bydła (m.in. standaryzacji tuberkulin PPD produkowanych w kraju, opracowanie i wdrożenie do produkcji nowej tuberkuliny bydlęcej AN5, unowocześnienie diagnostyki laboratoryjnej gruźlicy zwierząt), które umożliwiły pomyślne przeprowadzenie w latach 1959–1975 powszechnej akcji zwalczania gruźlicy bydła w Polsce. 

## Wyróżnienia i odznaczenia
- Zespołowa Nagroda Państwowa I st. za opracowanie metod rozpoznawania i zwalczania gruźlicy u bydła – 1976
- Nagroda Ministra Rolnictwa I st. za opracowanie i wdrożenie nowej tuberkuliny AN5 – 1980
- Nagroda Polskiego Towarzystwa Nauk Weterynaryjnych
- Krzyż Kawalerski Orderu Odrodzenia Polski – 1974
- Odznaka Honorowa PTNW Pro Scientia Veterinaria Polona – 1992[3]